# Putaruru
Putaruru est une petite ville de l'Île du Nord en Nouvelle-Zélande, dans la région de Waikato.
Sa population était de 3 777 habitants en 2013.